# اوگو پنیا
اوگو پنیا (اسپانیایی: Hugo Peña‎; ۶ مهٔ ۱۹۳۶ – ۱۳ ژوئیهٔ ۲۰۰۷) بازیکن فوتبال اهل گواتمالا بود.
وی همچنین در تیم ملی فوتبال گواتمالا بازی کرده است.